# 45. Golden Globe-gála
Az 45. Golden Globe-gálára 1988. január 23-án, vasárnap került sor, az 1987-ben mozikba, vagy képernyőkre került amerikai filmeket, illetve televíziós sorozatokat díjazó rendezvényt a kaliforniai Beverly Hillsben, a Beverly Hilton Hotelben tartották meg.
A 45. Golden Globe-gálán Clint Eastwood vehette át a Cecil B. DeMille-életműdíjat.

## Filmes díjak
A nyertesek félkövérrel jelölve.
| Legjobb filmes díjak | Legjobb filmes díjak |
| Legjobb filmdráma | Legjobb vígjáték vagy zenés film |
| --- | --- |
| - Az utolsó kínai császár - A Nap birodalma - Call Girl ötszázért - Kiálts szabadságért! - La Bamba - Végzetes vonzerő | - Remény és dicsőség - A híradó sztárjai - Bomba bébi - Dirty Dancing – Piszkos tánc - Holdkórosok! |
| Legjobb filmes alakítások (filmdráma) | |
| Színész | Színésznő |
| - Michael Douglas – Tőzsdecápák - John Lone – Az utolsó kínai császár - Jack Nicholson – Gyomok között - Denzel Washington – Kiálts a szabadságért! - Nick Nolte – Weeds                                                                     | - Sally Kirkland – Anna - Barbra Streisand – Call girl ötszázért - Rachel Chagall – Gaby: Egy igaz történet - Faye Dunaway – Törzsvendég - Glenn Close – Végzetes vonzerő                                                                            |
| Legjobb filmes alakítások (vígjáték vagy zenés film) | |
| Színész | Színésznő |
| - Robin Williams – Jó reggelt, Vietnam! - William Hurt – A híradó sztárjai - Patrick Swayze – Dirty Dancing – Piszkos tánc - Danny DeVito – Dobjuk ki anyut a vonatból! - Nicolas Cage – Holdkórosok! - Steve Martin – Roxanne               | - Cher – Holdkórosok! - Holly Hunter – A híradó sztárjai - Diane Keaton – Bomba bébi - Jennifer Grey – Dirty Dancing – Piszkos tánc - Bette Midler – Szemérmetlen szerencse                                                                          |
| Legjobb mellékszereplők (filmdráma, vígjáték vagy zenés film) | |
| Színész | Színésznő |
| - Sean Connery – Aki legyőzte Al Caponét - R. Lee Ermey – Acéllövedék - Richard Dreyfuss – Call girl ötszázért - Morgan Freeman – Hamis riport - Rob Lowe – Square Dance                                                                     | - Olympia Dukakis – Holdkórosok! - Anne Ramsey – Dobjuk ki anyut a vonatból! - Vanessa Redgrave – Hegyezd a füled! - Norma Aleandro – Gaby: Egy igaz történet - Anne Archer – Végzetes vonzerő                                                       |
| Egyéb | |
| Legjobb rendező | Legjobb forgatókönyv |
| - Bernardo Bertolucci – Az utolsó kínai császár - Richard Attenborough – Kiálts szabadságért! - John Boorman – Remény és dicsőség - James L. Brooks – A híradó sztárjai - Adrian Lyne – Végzetes vonzerő                                     | - Bernardo Bertolucci, Mark Peploe, Enzo Ungari – Az utolsó kínai császár - James L. Brooks – A híradó sztárjai - John Boorman – Remény és dicsőség - David Mamet – Játékos végzet - John Patrick Shanley – Holdkórosok!                             |
| Legjobb eredeti filmzene | Legjobb eredeti filmbetétdal |
| - Ryuichi Sakamoto, David Byrne, Cong Su – Az utolsó kínai császár - George Fenton, Jonas Gwangwa – Kiálts szabadságért! - John Williams – A Nap birodalma - Henry Mancini – The Glass Menagerie - Ennio Morricone – Aki legyőzte Al Caponét | - „(I've Had) The Time of My Life” – Dirty Dancing – Piszkos tánc - „Shakedown” – Beverly Hills-i zsaru 2. - „Nothing's Gonna Stop Us Now” – Próbababa - „The Secret of My Success” – Dupla vagy semmi - „Who's That Girl” – Madonna - Ki ez a lány? |
| Legjobb idegen nyelvű film | |
| - Kutyasors – Svédország - Oci ciornie – Olaszország - Viszontlátásra, gyerekek! – Franciaország - A Paradicsom... – Franciaország - Vezeklés I-II. – Szovjetunió                                                                            | |

## Televíziós díjak
A nyertesek félkövérrel jelölve.
| Legjobb televíziós sorozatok | Legjobb televíziós sorozatok |
| Filmdráma | Vígjáték vagy zenés film |
| --- | --- |
| - L.A. Law - Gyilkos sorok - A szépség és a szörny - Egy kórház magánélete - Thirtysomething - A Year in the Life | - Öreglányok - Cheers - A simlis és a szende - Hooperman - Frank's Place - Családi kötelékek |
| Minisorozat vagy tévéfilm | |
| - Szökés Sobiborból - Szegény kis gazdag lány - Hallmark Hall of Fame - After the Promise - Echoes in the Darkness | |
| Legjobb alakítás televíziós sorozatban (filmdráma) | |
| Színész | Színésznő |
| - Richard Kiley – A Year in The Life - Harry Hamlin – L.A. Law - Tom Selleck – Magnum - Michael Tucker – L.A. Law - Edward Woodward – The Equalizer | - Susan Dey – L.A. Law - Jill Eikenberry – L.A. Law - Linda Hamilton – A szépség és a szörnyeteg - Sharon Gless – Cagney & Lacey - Angela Lansbury – Gyilkos sorok                                                 |
| Legjobb alakítás televíziós sorozatban (vígjáték vagy zenés film) | |
| Színész | Színésznő |
| - Dabney Coleman – The Slap Maxwell Story - Michael J. Fox – Családi kötelék - John Ritter – Hooperman - Alan Thicke – Growing Pains - Bruce Willis – A simlis és a szende                                                                                       | - Tracey Ullman – The Tracey Ullman Show - Beatrice Arthur – Öreglányok - Rue McClanahan – Öreglányok - Cybill Shepherd – A simlis és a szende - Betty White – Öreglányok                                          |
| Legjobb alakítás minisorozatban vagy tévéfilmben | |
| Színész | Színésznő |
| - Randy Quaid – LBJ: A korai évek - Alan Arkin – Szökés Sobiborból - Mark Harmon – After the Promise - Jack Lemmon – Long's Day Journey Into Night - Judd Nelson – Billionaire Boys Club - James Woods – In Love and War                                         | - Gena Rowlands – The Betty Ford Story - Ann-Margret – The Two Mrs. Grenvilles - Farrah Fawcett – Szegény kis gazdag lány - Shirley MacLaine – Ég és föld között/Találd meg önmagad! - Raquel Welch – Right to Die |
| Legjobb mellékszereplő televíziós sorozatban, minisorozatban vagy tévéfilmben | |
| Mellékszereplő színész | Mellékszereplő színésznő |
| - Rutger Hauer – Szökés Sobiborból - Kirk Cameron – Growing Pains - Dabney Coleman – Sworn to Silence - John Hillerman – Magnum - John Larroquette – Night Court - Brian McNamara – Billionaire Boys Club - Alan Rachins – L.A. Law - Gordon Thomson – Dinasztia | - Claudette Colbert – The Two Mrs. Grenvilles - Allyce Beasley – A simlis és a szende - Julia Duffy – Newhart - Christine Lahti – Amerika - Rhea Perlman – Cheers                                                  |

## Különdíjak

### Cecil B. DeMille-életműdíj
A Cecil B. DeMille-életműdíjat Clint Eastwood vehette át.

### Miss/Mr.Golden Globe
- Gigi Garner[3]

## Fordítás
Ez a szócikk részben vagy egészben  a(z)   45th Golden Globe Awards című angol Wikipédia-szócikk ezen változatának fordításán alapul.  Az eredeti cikk szerkesztőit annak laptörténete sorolja fel. Ez a jelzés csupán a megfogalmazás eredetét és a szerzői jogokat jelzi, nem szolgál a cikkben szereplő információk forrásmegjelöléseként.